# Viaje por lo eterno
Viaje por lo eterno es el primer álbum de estudio de la banda mexicana de rock Reyno, lanzado el 25 de marzo de 2014  por Universal Music, En sus primeras semanas el álbum se colocó en la posición #2 en iTunes y como mejor álbum de Rock alternativo 2014 en iTunes México es la primera y última producción de la banda en contar con Sebastián Franco en el Bajo

## videoclips
Este álbum tuvo dos videoclips "Amarrado" y "Dos Mundos" este último fue dirigido por León Larregui

## Lista de canciones
| N.º   | Título                | Escritor(es)   | Duración |  |
| 1.    | «Fugitivo»            | Christian Jean | 3:37     |  |
| 2.    | «Dos Mundos»          | Christian Jean | 3:29     |  |
| 3.    | «Nunca Me Dejes»      | Christian Jean | 3:25     |  |
| 4.    | «Purificame»          | Christian Jean | 3:10     |  |
| 5.    | «Amarrado»            | Christian Jean | 3:05     |  |
| 6.    | «Ahrimán»             | Jean y Cantú   | 4:36     |  |
| 7.    | «Viaje Por Lo Eterno» | Christian Jean | 3:57     |  |
| 8.    | «Ay De Ti»            | Christian Jean | 4:5      |  |
| 9.    | «Me Voy»              | Christian Jean | 3:34     |  |
| 10.   | «Parte Del Sol»       | Christian Jean | 3:28     |  |
| 37:12 |                       |                |          |  |

## Créditos
Christian Jean - Voz, Guitarra, Productor 
Pablo Cantú - Batería, Coros, Productor 
Sebastián Franco - Bajo
Santiago Carranza - Ingeniero de grabación 
Matías Pepe - Ingeniero de grabación en "Dos Mundos"
Eduardo del Águila - Ingeniero de Mezcla 
Mike Wheels - Masterización